# Xiongnu

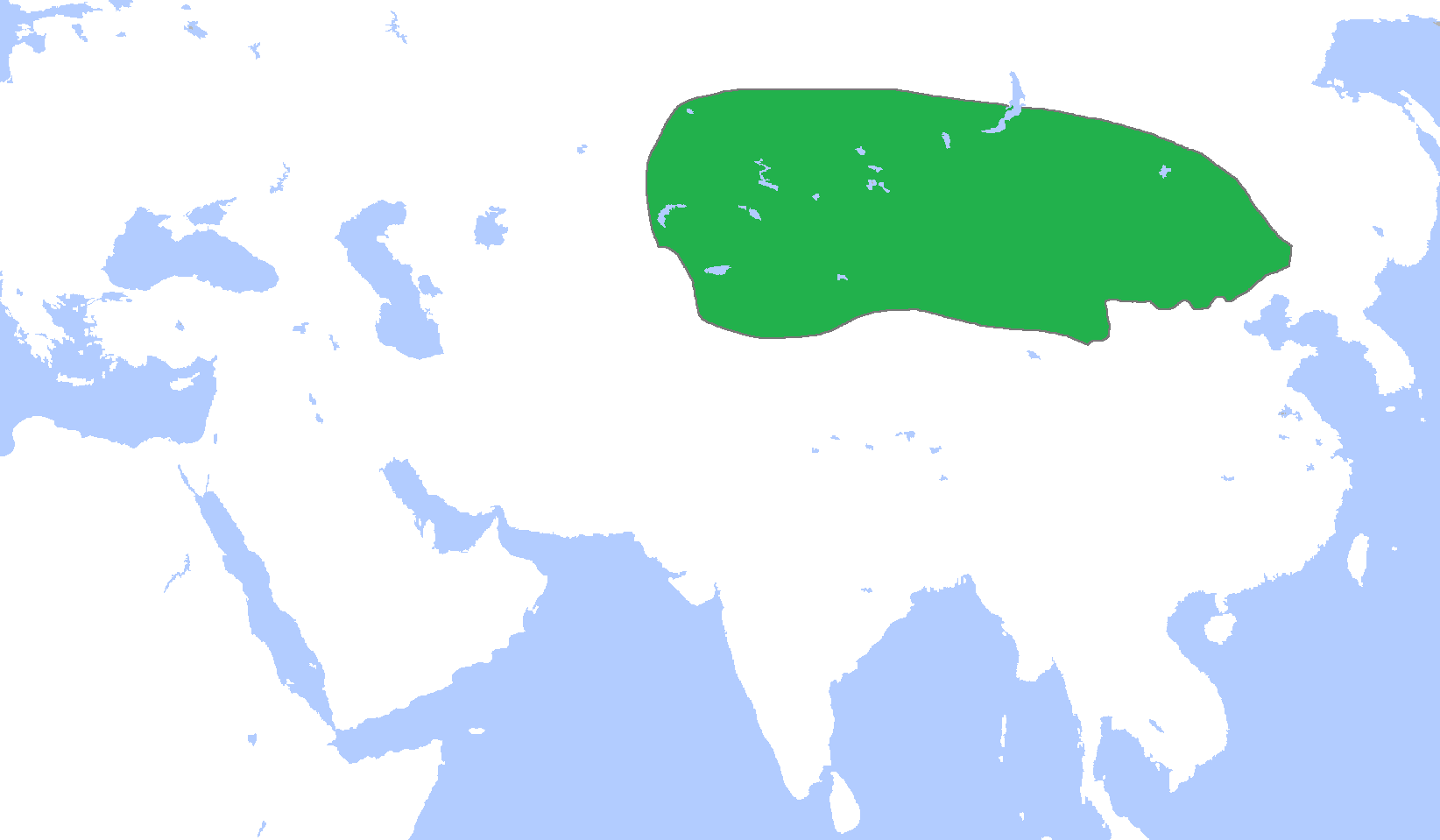
Das Reich der Xiongnu, ca. 250 v. Chr.

Xiōngnú (chinesisch 匈奴, W.-G. Hsiung-nu) ist die chinesische Bezeichnung für einen Stammesverband aus Reiternomaden, der zwischen dem 3. Jahrhundert v. Chr. und dem späten 1. Jahrhundert n. Chr. weite Teile des östlichen Zentralasien kontrollierte. Das Reich der Xiongnu war das früheste und gleichzeitig längstlebige Steppenreich.
Die Xiongnu wurden erstmals in chinesischen Quellen im Jahr 215 v. Chr. erwähnt, als der erste Kaiser Shihuangdi eine Offensive gegen sie führen ließ. In diesem Zusammenhang ist zu beachten, dass sich der Begriff Xiongnu in den chinesischen Quellen offenbar nicht auf einen fest umrissenen, homogenen Verbund bezog, sondern es sich vielmehr um einen Sammelbegriff für heterogen zusammengesetzte Gruppen im Steppenbereich der heutigen Mongolei handelt.
Lange Zeit konnten sich die Xiongnu gegen die Han-Dynastie behaupten. Zeitweise versuchten chinesische Kaiser, da militärisches Vorgehen nicht immer erfolgreich war, die Xiongnu durch Zahlungen und Geschenke im Zusammenhang mit Heiratsverträgen zu besänftigen (die sogenannte heqin-Politik). Die Xiongnu benötigten ökonomisch grundsätzlich chinesische Tributleistungen, da ihre eigene Lebensweise keine ausreichende materielle Grundlage darstellte. In diesem Sinne waren die Xiongnu auf die wirtschaftliche Prosperität des Han-Reiches angewiesen.
Es kam schließlich im Inneren des Stammesverbunds zu Auflösungserscheinungen. Der südliche Teil der Xiongnu unterwarf sich Mitte des 1. Jahrhunderts n. Chr. den Chinesen und geriet so unter chinesisches Protektorat, der nördliche Teil der Xiongnu geriet Ende des 1. Jahrhunderts unter verstärkten chinesischen Druck und wurde schließlich von den Truppen der Han und ihren Verbündeten vernichtet; die letzten Berichte über sie stammen aus der Mitte des 2. Jahrhunderts. Die auf chinesischem Territorium angesiedelte Gruppe der südlichen Xiongnu erhob sich im frühen 4. Jahrhundert gegen die Jin-Dynastie und errichtete die kurzlebige Han-Zhao-Dynastie sowie die spätere-Zhao-Dynastie.
In Europa wurde für die Xiongnu teilweise der Begriff Hunnen verwendet, da die ältere Forschung von einer Verbindung zwischen diesen beiden Gruppen ausging. Die Ethnizität der Xiongnu ist in der Forschung umstritten. In der neueren historischen und archäologischen Forschung werden Hunnen und Xiongnu in der Regel nicht mehr gleichgesetzt, was auch dadurch begründet wird, dass es sich bei den frühen Nomadenvölkern um Stammeskonföderationen handelte, die sich aus verschiedenen ethnischen und kulturellen Gruppierungen zusammensetzten und sich je nach Situation in rudimentären Herrschaftswesen organisierten, trennten und neu organisierten (vgl. dazu Reichsbildung bei frühen Nomadenvölkern). In diesem Zusammenhang spricht auch die zeitliche Differenz gegen eine Verbindung von Xiongnu und Hunnen, archäologisch fehlen ebenfalls überzeugende Belege.
Anhand der aktuell verfügbaren Befunde ist die ethnische Zuordnung der (wohl heterogen zusammengesetzten) Xiongnu nicht zweifelsfrei zu klären. Neben einer sprachlichen Zuordnung als altaischsprachig (Turksprachen, Mongolisch) oder iranischsprachig wird besonders in der neueren Forschung vermutet, die Xiongnu hätten mehrere Sprachen gesprochen, darunter eine jenisseische Sprache (Ketisch) oder eine ausgestorbene Sprache, die keiner der heute bekannten Sprachfamilien Eurasiens angehört.

## Ursprünge

### Namensvarianten und Abgrenzung zu den „europäischen Hunnen“
Nach heutiger Erkenntnis spricht vieles für eine Herkunft der Xiongnu aus der heutigen Mongolei und der angrenzenden Altai- und Sajangebirge. Die unterschiedlichen Namen Xiongnu und Hunnen werden oftmals zur Illustrierung unterschiedlicher Sachverhalte verwendet:
1.) Die chinesische Bezeichnung Xiongnu wird in aller Regel nur für die Gruppen im Reich Mao-tuns und seiner Nachfolger verwendet, das im späten 1. Jahrhundert n. Chr. unterging. Nur die Teile der südlichen Xiongnu, die seit ca. 50 n. Chr. in Nordchina angesiedelt wurden, werden auch nach Mitte des 2. Jahrhunderts noch in chinesischen Quellen erwähnt (siehe Geschichtsabschnitt unten).
2.) Die Bezeichnung Hunnen kennzeichnet in der Forschung hingegen die Gruppe von (sehr wahrscheinlich zentralasiatischen) Stämmen, die um Mitte des 4. Jahrhunderts n. Chr. nördlich des Kaukasus lebten und schließlich 375/376 nach Westen vorstießen und damit die sogenannte Völkerwanderung auslösten. Während im frühen 4. Jahrhundert die südlichen Xiongnu unter Liu Cong in China agierten, verschwinden die nördlichen Xiongnu bereits Mitte des 2. Jahrhunderts aus den Quellen. Auf ebendiese nördliche Gruppe beziehen sich alle Spekulationen hinsichtlich der Entstehung der „europäischen Hunnen“. Die neuere Forschung betont, dass es keinen Beweis für eine Verbindung zwischen Xiongnu und den in spätantiken Quellen als „Hunnen“ bezeichneten heterogenen Gruppen im Westen gibt (zumal in Zentralasien in diesem Zeitraum noch andere Gruppen auftauchten, siehe Iranische Hunnen).
Eine Minderheit von Forschern, so James Howard-Johnston und Étienne de La Vaissière, hält zwar trotzdem an der These einer zumindest teilweisen Identität von Xiongnu und Hunnen fest. Allerdings betonen auch diese Forscher, dass es sich letztlich nur um Hypothesen handelt. Étienne de La Vaissière nimmt an, dass Teile der Xiongnu nach Westen wanderten und sich andere Gruppen ihnen anschlossen, so dass keine vollständige, aber eine gewisse kulturelle Kontinuität vorhanden sei. Für ein kulturelles und politisches Erbe, aber keine „genetische Verbindung“ zwischen den heterogen zusammengesetzten Gruppen von Xiongnu und Hunnen, plädiert auch etwa Hyun Jin Kim.
Problematisch ist, dass keine eindeutigen archäologischen Befunde und schriftliche Quellen nur singulär die Verbindung zwischen Hunnen und Xiongnu belegen, zumal in chinesischen Quellen die Bezeichnung Xiongnu (und äquivalente Bezeichnungen) für Stämme benutzt wurden, die eindeutig nicht mehr die „alten Xiongnu“ waren. Es existiert zwar ein Beleg, dass die von den Chinesen als Xiongnu bezeichneten Ethnien weiter westlich als Hunnen bekannt waren. Einer der von Aurel Stein aufgefundenen alten sogdischen Briefe erwähnt die Eroberung und Zerstörung der chinesischen Hauptstadt Saraγ (Luoyang) durch eine als Hunnen (xwn) bezeichnete Gruppe. Der Iranist Walter Bruno Henning konnte dieses Ereignis mit der Eroberung und Zerstörung von Luoyang durch den Herrscher der südlichen Xiongnu Liu Cong im Jahr 311 identifizieren. Allerdings ist dieser reine Namensbezug kein Beleg dafür, dass die um 375 im Westen auftauchende als Hunnen bezeichnete Gruppe mit den alten Xiongnu identisch sind. Es ist aber möglich, dass diese Gruppen (ebenso wie die erwähnten iranischen Hunnen) die Bezeichnung als einen in der eurasischen Steppe verbreiteten Prestigenamen übernahmen, ohne jedoch mit diesen verwandt zu sein.

### Vorgeschichte
Die Xiongnu gingen aus einer Verschmelzung verschiedener Altai- und Sajanvölker hervor. Es vermischten sich über mehrere Jahrhunderte etliche indogermanische Gruppen (Saken, Sarmaten) einerseits und mongolische Volksteile aus der Taiga sowie aus dem chinesischen Randgebiet vertriebene Viehzüchter andererseits. Die Jie, einer der 19 Stämme der Xiongnu-Konföderation wurden zum Beispiel an ihren langen Nasen und vollen Bärten erkannt (349 v. Chr.).
Seit etwa dem 9. Jahrhundert wurden die bronzezeitlichen Viehzüchtergesellschaften Südsibiriens, Baikaliens und der Mongolei von Gesellschaften abgelöst, die typische Merkmale der eurasischen Reiternomadenkulturen aufwiesen. Den Chinesen waren diese „Barbaren“, gemeinsam mit anderen Gruppen an den nördlichen Grenzen Chinas, unter verschiedenen Sammelbezeichnungen, in erster Linie Rong und Di, bekannt. Die Di wurden in zwei Feldzügen (714 und 541 v. Chr.) als zu Fuß kämpfend beschrieben. Die Xiongnu – laut gängiger Überlieferung ein „Zweig“ der oben aufgeführten Stämme – waren überwiegend als Reiternomaden anzusehen. Doch ist durch archäologische Untersuchungen bekannt, dass in Transbaikalien auch sesshafte Xiongnu lebten (beispielsweise in der Iwolginsker Ringwallsiedlung bei Ulan-Ude).
Im Zeitraum von 350 bis 290 v. Chr. entstanden Befestigungsanlagen an den Nordgrenzen der chinesischen Teilreiche, die Vorläufer der Großen Mauer. Der Zhou-König Wu-ling ließ seine Truppen Reiten und Bogenschießen üben und übernahm auch die Kleidung seiner Feinde. Im 26. Jahr seiner Regierung vernichtete er die Wald-Xiongnu. Aus dem Jahr 318 v. Chr. stammt das älteste heute bekannte Dokument, das nicht in den Bereich der Legenden zu verweisen ist: Ein Grenzvertrag zwischen den Chinesen und Xiongnu wurde unterzeichnet.

## Die Xiongnu
Über die Xiongnu liegen insbesondere durch die Schriften des ersten großen chinesischen Historikers Sima Qian († 85 v. Chr.) recht detaillierte Beschreibungen vor. Einiges davon erinnert an die Beschreibungen Herodots der skythischen Eigenschaften. So hebt auch Sima Qian die besondere Mobilität der Xiongnu-Krieger, ihre raschen Angriffe und die überraschenden Rückzüge hervor, die erfolgen, sobald der erste Schwung gebrochen ist.

### Herkunft
Die ethnisch-sprachliche Herkunft der Xiongnu ist umstritten. Auf Basis des geringen linguistischen Materials ist es unmöglich zu bestimmen, welcher Sprachfamilie die Sprache der Xiongnu zuzuordnen ist. Es gibt Hypothesen, wonach die Xiongnu iranischsprachig, turksprachig oder mongolischsprachig waren und gleichwohl eine mit den Dingling verwandte Sprache aufweisen. Dieses ist aber anhand der aktuell verfügbaren wissenschaftlichen Befunde in Hinblick auf die sprachliche und die ethnische Komponente weiterhin umstritten. Manche Wissenschaftler nehmen an, dass die Xiongnu eine altsibirische Sprache gesprochen haben. Ob die Xiongnu sich somatisch mehrheitlich durch „mongolide“ Merkmale auszeichneten, ist ebenfalls umstritten, weil Anthropologen zu unterschiedlichen Ergebnissen gekommen sind.
Alexander Vovin vermutet, dass die Xiongnu hauptsächlich eine jenisseische Sprache sprachen. Hyun Jin Kim vertritt die Ansicht, dass die Xiongnu mehrsprachig waren und größere turksprachige und iranische Gruppen umfasst haben. Laut anderen Historikern ist es wahrscheinlich, dass auch tibetobirmanische Gruppen Teil der Xiongnu waren.

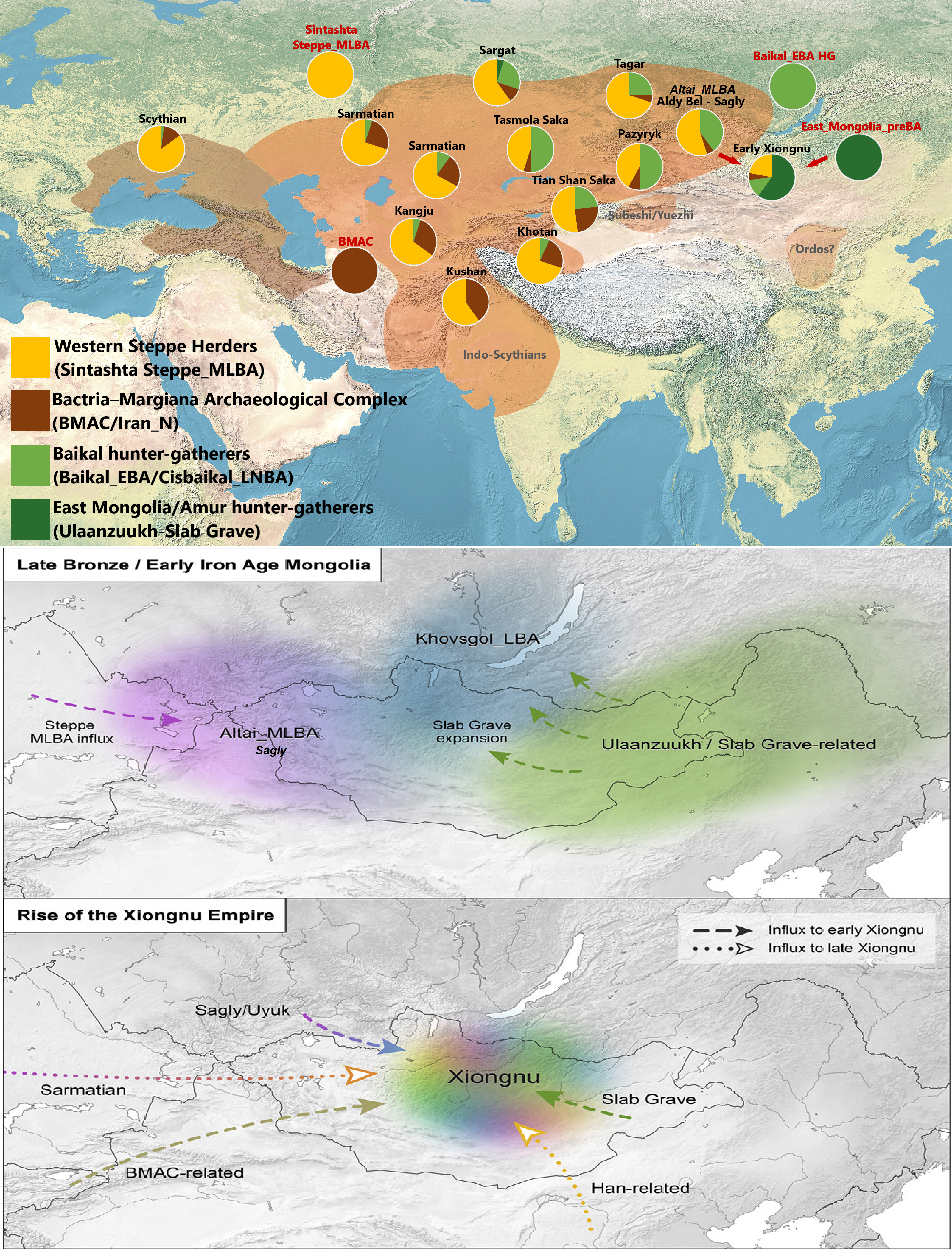
Die Ethnogenese der Xiongnu durch die Verschmelzung der 'östlichen Altai Skythen' (Saken) und der Plattengrabkultur.

Eine Analyse aus dem Jahr 2020 über die historischen, sprachlichen und genetischen Daten, die über die Xiongnu verfügbar sind, unterstützt eine heterogene Zusammensetzung der Bevölkerung. Demnach bestand die Mehrheitsbevölkerung aus Turk-sprachigen Stämmen, jedoch spielten, speziell zum Beginn der Xiongnuperiode, auch östliche iranische Völker eine wichtige Rolle. Daneben gab es eine Vielzahl an anderen Stämmen, die teils jenisseeischen und teils chinesischen Ursprungs waren. Schriftliche Hinterlassenschaften der Xiongnu sind sowohl auf Turksprachen als auch auf iranische Sprachen zurückzuführen. Alexander Savelyev und Choongwon Jeong vermuten, dass die iranische Komponente langsam von der mehrheitlich Turksprachigen Bevölkerung assimiliert wurde. Genetische Daten zeigen im Durchschnitt eine dominante nordostasiatische Komponente (60 %) sowie eine signifikante „westliche“ Komponente (40 %), was für eine heterogene Stammesföderation sprechen würde. Laut einer weiteren Studie aus dem Jahr 2023, korrelierte die genetische Abstammung mit der sozialen Position. Die Elite der Xiongnu weise demnach eine relative Homogenität auf und stammte hauptsächlich von der 'Plattengrabkultur' der zentralen und östlichen Mongolei ab, während die Heterogenität in unteren sozialen Schichten stark zunahm und mehrheitlich auf eine Abstammung von den Skythen, beziehungsweise den Saken und verwandten Kulturen des Altai-Gebirges hindeutete, welche dem „skythischen Kulturhorizont“ zugerechnet werden. Die genaue Ursache dieser sozialen Spaltung gilt als unklar, nahm jedoch in den späteren Phasen der Xiongnu ab. Zeitgleich gab es einen Influx aus dem westlichen Zentralasien (Alanen) sowie der Gelben Fluss Region in China (Han), welche sowohl sozial hohe als auch niedrige Teile der Bevölkerung beeinflusste.

### Reichsgründung

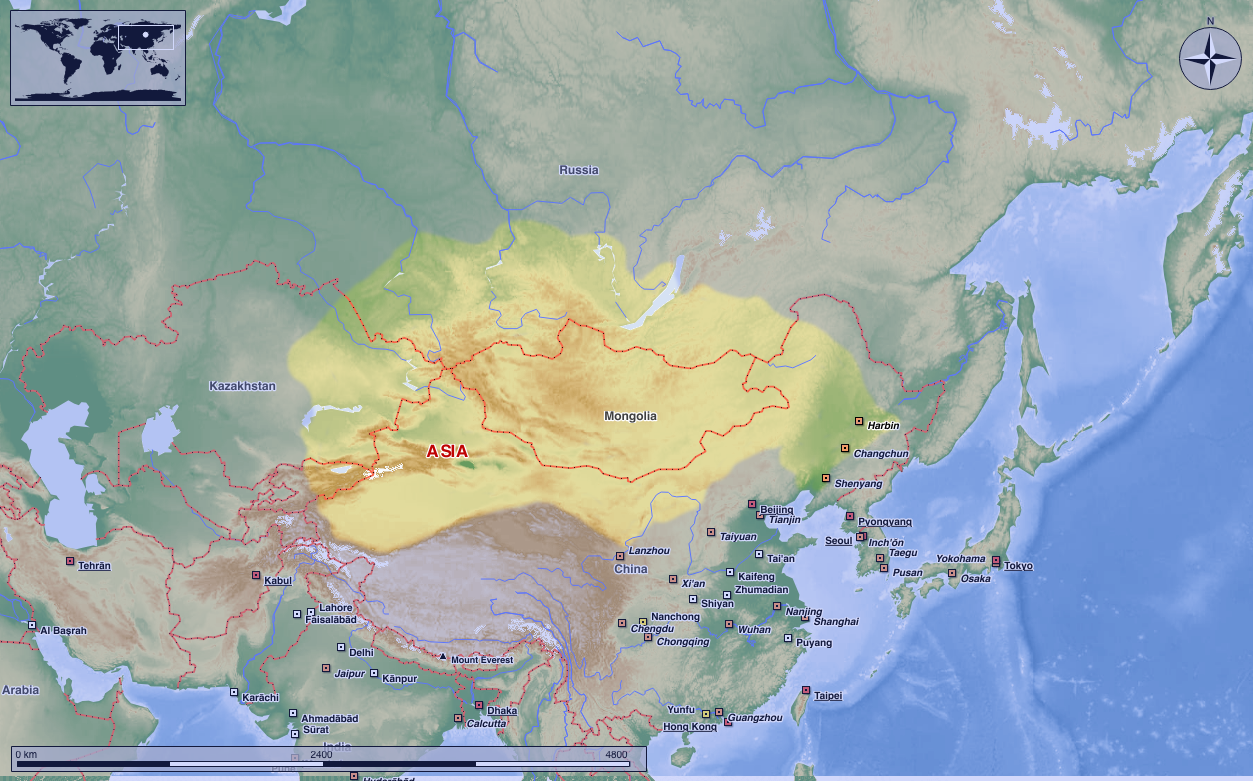
Einflussbereich der Xiongnu

Im 3. Jahrhundert v. Chr. gründeten die Xiongnu unter T'ou-man und seinem Sohn Mao Tun (209–174 v. Chr.) ein großes Reich, das mehrfach Han-China bedrohte und zeitweise in ein fast tributäres Abhängigkeitsverhältnis brachte. Zu Sima Qians Zeiten gab es eine Vereinbarung über jährliche Lieferungen von Seide, Gold, Getreide und anderen Materialien an den Chanyu der Xiongnu. Dies stand auch in Verbindung mit der kaiserlichen heqin-Politik, die aber gleichzeitig dafür sorgte, dass die Xiongnu in zunehmendem Maße wirtschaftlich abhängig von den chinesischen Leistungen wurden – blieben diese aus, sorgte dies bei den Xiongnu für Schwierigkeiten.
Der Schwerpunkt des Reichs war die Mongolei, speziell das westmongolische Gol Mod, das sich in der Nähe des Changai-Gebirges befand, und das zentralmongolische Ötüken'de Noyon-Uul (dem heutigen Noin Ula). Die Regierungszeit des Reichsgründers T'ou-man fiel ungefähr mit der Regierungszeit des chinesischen Kaisers Shihuangdi zusammen.
Die Hauptrivalen der Xiongnu bei der Reichsgründung Mao-tuns waren die gleichfalls nomadischen Stämme der Yuezhi im heutigen Gansu, die als Söldner der Chinesen galten und möglicherweise mit den Tocharern identisch sind. Um 177 v. Chr. waren sie samt ihren Nachbarn erstmals besiegt, was Mao-tun dem Han-Kaiser höflich mitteilte:

„Der Große Tan-hu (Chanyu) von Hung-no (Xiongnu), den der Himmel auf den Thron erhoben hat, erkundigt sich ehrerbietigst beim Kaiser, ob er frei von Kummer sei. […] Dann hat er Lö-lan, O-Sun (Wusun) und Ho-k’ut mit 26 naheliegenden Reichen niedergeworfen, diese sind somit alle zu Hung-no gemacht, und die Völker, welche Bogen spannen, sind nunmehr zu einer einzigen Familie vereinigt.“

In bestimmten Bereichen galten einheitliche Gesetze und Strafen. Ferner führte Mao-tun eine schnell einsetzbare militärische Gefolgschaft (Ordu) ein, und es wurde eine starke Zentralverwaltung mit mehreren Rangstufen geschaffen, die unter Mao-tuns Sohn Ki-ok (Laosheng, reg. 174–161 v. Chr.) ausgebaut wurde. Letzterer führte auch eine Form von Abgaben (Steuern) ein.

#### Drei Phasen der Reichsgründung
Die Gründung des Xiongnu-Reiches, des ersten „Steppenimperiums“ Zentralasiens, sollte eine Vorbildfunktion für nachfolgende türkische und mongolische Nomadenreiche haben. Sie durchlief drei Phasen.

##### Phase 1: Die Krise
Den Auftakt zur Reichsgründung lieferte eine Krise, die eine Maßnahme erforderte. Nach der Zeit der streitenden Reiche folgte 221 v. Chr. die Einigung Chinas unter Kaiser Shihuangdi, der eine aggressive Eroberungspolitik gegen die Xiongnu verfolgte. Zur Eroberung des gesamten „Territoriums südlich des Gelben Flusses“ entsandte er General Meng Tian mit einem großen Heer. Dies wurde zur ersten und massiven Eroberung von nomadischem Territorium seitens China. Der Gelbe Fluss verläuft um das Ordos-Plateau, das wiederum eines der besten Weideländer der Xiongnu und ein wichtiger Stützpunkt für ihre Angriffe auf China war.

##### Phase 2: Die Militarisierung
Diese Phase trat rund zehn Jahre nach Reichsgründung zur Regierungszeit Mao-tuns ein. Wie aus den Schriften Sima Qians hervorgeht, wollte Mao-tuns Vater Touman, der Herrscher der Xiongnu, Mao-tun (seinen ältesten Sohn) töten lassen, damit einer seiner jüngeren Söhne seine Nachfolge antreten könne. Der Vergeltungspläne schmiedende Mao-tun trainierte sorgfältig die unter seinem Kommando stehende Kavallerie. Er ließ pfeifende Pfeile anfertigen. Worauf der von ihm geschossene pfeifende Pfeil hingezielt hatte, sollte seine Kavallerie Pfeile regnen lassen. Mit der Zeit wurde seine Kavallerie professionell. Auf diese Weise ließ er seinen Vater Touman, seine Stiefmutter, seinen jüngeren Bruder und Weitere töten, die sich ihm nicht beugen wollten. Dadurch hatte Mao-tun eine Kavallerie ausgebildet, die nicht dem Stamm, sondern ihm gegenüber treu und ergeben war und damit eine der Grundvoraussetzungen zur Gründung eines Imperiums in den Steppen erfüllte. Andernfalls wäre laut Sima Qian das Soldatenpotential der Nomadengesellschaft weiterhin unorganisiert und ungeführt geblieben.

##### Phase 3: Die Zentralisierung
Die Zentralisierung kam einer Revolution gleich. Der Übergang vom dezentralisierten egalitären Muster zum zentralisierten hierarchischen System, das zwischen Clans unterschied und die Macht an der Spitze konzentrierte, kam plötzlich. Auslöser dieses Prozesses war das Erscheinen eines Herrschers, dessen Herrschaft stammübergreifend als vom Himmel legitimiert anerkannt wurde (Mao-tun).

### Machthöhepunkt
Die Chinesen der Han-Zeit beschrieben die Xiongnu als kampfeslustige, kraftvolle Menschen mit unterentwickelter Kultur, jedoch sei das Kriegshandwerk bei ihnen äußerst hoch entwickelt. Besonders die Reiterei und die Kunst des Bogenschießens wurden von den Chinesen hervorgehoben.
Mao-t'un starb 174 v. Chr. und dessen Sohn Ki-ok (auch: Laoshang) trat die Nachfolge an. Unter Ki-oks Regierung bedrohten die Xiongnu 166 v. Chr. Chinas Hauptstadt Chang’an. Um 160 v. Chr. griffen sie ihre Erzfeinde, die Yuezhi an und besiegten sie endgültig. Ki-ok fand bei diesem Feldzug den Tod. In der Zeit zwischen 141 und 128 v. Chr. ließen sich die Yuezhi ihrerseits in Baktrien nieder, wo auch die mitgerissenen Saken (Teil der Skythen) verblieben. Die Abwanderung der Yuezhi und der Saken hatte zur Folge, dass die Xiongnu die unbestrittene Macht in der Mongolei und wohl auch in ganz Ostturkestan wurden.
Diese Abwanderung kann als von welthistorischer Bedeutung angesehen werden, da die Yuezhi das letzte griechische Königreich in Baktrien (das des Heliokles) zerstörten und die Saken wiederum Teile Nordindiens eroberten. Das ganze Gebiet geriet durch diese Ereignisse mehr als zuvor ins Bewusstsein der Chinesen.
Nach wiederholten Auseinandersetzungen besiegte Han-China unter Kaiser Wudi die Xiongnu und drängte diese in ihr eigentliches Stammland zurück: 119 v. Chr. erlitten die Xiongnu unter Mao-duns Enkel Yizhixie (126–114 v. Chr.) eine schwere Niederlage beim späteren Ulan Bator in der Mongolei, da der Chanyu den Chinesen unter dem Feldherrn Huo Qubing eine ungefährdete Durchquerung der Gobi nicht zugetraut hatte. Allerdings ging die chinesische Pferdezucht in diesem Krieg zugrunde, so dass den Xiongnu die Kontrolle der Steppe blieb (105. v. Chr. verbuchten sie wieder einen Erfolg, siehe Bayan bulag).
In diesen Auseinandersetzungen wurde auch die Kontrolle über die Seidenstraße ein wichtiger ökonomischer Faktor für die Xiongnu, so dass sich die Chinesen dort festsetzten (102/101 v. Chr. und 73–94, letzteres unter General Pan Chao).

### Aufspaltung
Um 60 v. Chr. zerfiel die Herrschaft der Xiongnu in 5 Horden durch eine Folge von Bruderkämpfen, die von China gefördert wurden. Es gelang unter Hu-han-yeh (58–31 v. Chr.) noch einmal eine vorübergehende Einigung. Hu-han-ye ging an den Hof des Han-Kaisers Chinas, unterwarf sich und triumphierte so über seine Rivalen. Er konsolidierte mit chinesischer Hilfe seine Macht in der Mongolei (51 v. Chr.). Eine Horde unter Chih-chih (die Chi-Chi-Hunnen) blieb jedoch unabhängig und zog westwärts. Sie ließ sich in der Nachbarschaft der Alanen am Tschüi nieder, wo Chih-chih 36 v. Chr. in der Schlacht von Zhizhi von den Chinesen getötet wurde.
Das (östliche) Xiongnu-Reich erneuerte sich unter Hu-han-yehs Sohn Hudur-shi-dagao (18–45/46), der die späten Han gegen Wang Mang unterstützte. Nach dieser kurzen Wiedererstarkung zerbrach das Reich 48 in zwei Teile. Hudurs Sohn Pu-nu wurde nicht von allen Stämmen der Xiongnu als Chanyu anerkannt. 48 rebellierten acht Stämme unter ihrem Führer Khukhenye (auch als Pi bekannt) gegen Pu-nu (reg. 45/46–83) und unterwarfen sich dem Kaiser von China. Sie wurden in die Ordos-Region umgesiedelt (südliche Xiongnu). In dem Krieg der beiden Vettern hatten sich die verbliebenen (also nicht westwärts gezogenen) Xiongnu in einen nördlichen und einen südlichen Volksteil aufgespalten.
Die Han hetzten die benachbarten Stämme (Süd-Xiongnu, Xianbei, Wuhuan, Wusun, Dingling) auf die nördlichen Xiongnu und siegten. Der han-chinesische General Ban Chao eroberte während der Herrschaft des Kaisers Han Mingdi Zentralasien. Die Chinesen arbeiteten dabei immer mehr mit den Xianbei zusammen.
Im Jahr 87 töteten die Xianbei den Chanyu Yu-liu. In den Jahren 89 und 91 trugen zwei chinesische Generäle große Siege an den Chi-la-Bergen und dem Altai davon. Sie vertrieben den geschlagenen Chanyu der nördlichen Xiongnu an den Ili und setzten seinen Bruder Youzhujian ein, der aber schon 93 von den Xianbei besiegt und getötet wurde. Damit begann die Vorherrschaft der Xianbei in der Steppe. Die Herrschaft der nördlichen Xiongnu in der Mongolei erreichte um 155 ihr Ende; anschließend werden sie nicht mehr in den Quellen erwähnt. Die Herrschaft der Xianbei leitete in der Mongolei für ungefähr 250 Jahre ein Machtvakuum ein.
Die Süd-Xiongnu, bis südlich der Großen Mauer (konkret in Shanxi) angesiedelt, drangen unter Hu-chu-ch'üan (195–216) als Verbündete der untergehenden Han-Dynastie immer weiter nach Süden vor. Dabei gelangte um 260 eine weitere Stammeskonföderation, die großteils türkischen Tabgatsch (Tuoba), im Norden von Shansi zur Macht.
Im Jahr 304 rief sich der sinisierte Xiongnuanführer Liu Yuan zum neuen König aus und gründete die Han-Zhao-Dynastie. Unter seinem Nachfolger Liu Cong, dem „Attila Chinas“ († 318), eroberten die Süd-Xiongnu die Hauptstädte Jin-Chinas (311 Luoyang und 316 Chang’an). Das Han-Zhao-Reich brach aber bereits 329 durch die Angriffe einer anderen Xiongnugruppe unter Führung eines gewissen Shi Le zusammen. In China folgte die krisenhafte Zeit der sechzehn Reiche.

### Ausblick
Im Jahre 1957 fand man in Gol Mod, dem einstigen Heer- und Hauptlager des Xiongnu-Chanyu durch Zufall eine riesige Gräberstätte der hunnischen Xiongnu, darunter auch das Grab des zwanzigsten Chanyu, der 37 n. Chr. verstarb.
Dieses Grab wurde zwischen 2001 und 2002 von einer französisch-mongolischen Forscher-Gemeinschaft freigelegt. Dabei wurde unter anderem festgestellt, dass die Xiongnu eine fortgeschrittene Kultur hatten und nicht das „kulturlose Volk“ waren, als das sie üblicherweise dargestellt werden. Obschon das Grab bereits kurz nach seiner Fertigstellung durch „awarische Stämme“ geplündert wurde, fanden sich dort noch 250 Gegenstände; beispielsweise feine Goldschmiedearbeiten und chinesische Schlangenornamente, die die Drachen- und Tiersymbolik der Steppenvölker ablöste, und die die Beziehungen der Xiongnu zu China aufzeigten, da auch ein chinesischer Spiegel dem Grabe beigelegt war.
Ein anderes bedeutendes Gräberfeld der Xiongnu wurde in Noin Ula (älter: Noyon Uul) schon 1912 entdeckt. Erste Ausgrabungen in Noin Ula begannen im Jahr 1924 unter der Leitung von S. A. Kondratjew und S. A. Teplouchow, welche beide zuvor Teilnehmer der tibeto-mongolischen Expedition waren.

## Materielle Kultur
Die Archäologie weist den Xiongnu eine ab etwa 200 v. Chr. in einem weiten Gebiet von Transbaikalien bis in die Innere Mongolei verbreitete Kultur zu, die die bronze- und früheisenzeitliche Plattengrabkultur ablöste. Die Bevölkerung wies, wie Knochenfunde zeigen, sowohl europäische als auch mongolische Elemente auf. Wichtige Fundstätten sind die Iwolginsker Ringwallsiedlung an der Selenga und Noin Ula in der Mongolei. Im Fundgut zeigen sich Beziehungen sowohl nach China als auch an den Oberlauf des Jenissei, zur Tes-Stufe und zur Taschtyk-Kultur.
Die Keramik der Xiongu wurde bereits auf der Töpferscheibe hergestellt und ist in dem weiten Verbreitungsraum recht einheitlich. Es finden sich hohe, schlanke Gefäße mit engem Hals, konische Schalen und tiefe Schüsseln mit senkrechtem Oberteil und ausgestrecktem, breiten Rand. Die Keramik zeigt Glättstreifenmusterung, geritzte Bänder und diverse Streifenmuster als Ornamentierung auf.
Die Xiongnu verfügten über eine fortschrittliche Bewaffnung, wobei insbesondere Kompositbögen und eiserne Schuppenpanzer zu nennen sind. Neben Waffen wurden auch verschiedene Gebrauchsgegenstände, Werkzeuge, das Pferdegeschirr und Trachtschmuck aus Eisen gefertigt. Unter letzteren finden sich Gürtelschnallen, Gürtelplatten mit figuralen Darstellungen und Riemenzungen.
Entgegen den antiken chinesischen Überlieferungen waren die Xiongnu keineswegs überwiegend Nomaden. Insbesondere in Baikalien sind zahlreiche, sehr häufig durch Wälle befestigte protourbane Siedlungen bekannt. In ihnen wurden Grubenhäuser (Polusemljanki) und ebenerdige Pfostenbauten gefunden.
Die Wirtschaft bestand sowohl aus Viehzucht, insbesondere von Hund, Schaf, Ziege, Rind und Schwein, als auch aus Ackerbau. Die Xiongnu nutzten Beutegut und chinesische Tributleistungen offenbar als wirtschaftliche Hilfe und zur Bindung der Krieger an ihre Anführer. Insofern blieben sie auf den materiellen Zufluss aus China angewiesen.
Die letzten Funde, die den Xiongnu zugewiesen werden können, stammen aus der Zeit um 100 n. Chr. Bis zum 5. Jahrhundert bleibt das nördliche Gebiet weitgehend fundleer, in der Inneren und Äußeren Mongolei findet sich anschließend Fundgut der Xianbei, das deutliche Beziehungen zur Kultur der Xiongnu aufweist.

## Belege
1. ↑  Vgl. U. Brosseder, B. K. Miller: State of Research and Future Direction of Xiongnu Studies. In: U. Brosseder, B. K. Miller (Hrsg.): Xiongnu Archaeology: Multidisciplinary Perspectives of the First Steppe Empire in Inner Asia. Bonn 2011, S. 19–33, hier S. 30 f.
2. ↑  Vgl. Helwig Schmidt-Glintzer: Kleine Geschichte Chinas. München 2008, S. 48; Kai Vogelsang: Geschichte Chinas. 3. durchgesehene und aktualisierte Auflage, Stuttgart 2013, S. 145.
3. ↑  Vgl. unter anderem Di Cosmo, Ancient China and its Enemies, S. 163 ff., mit weiterer Literatur. Siehe auch Timo Stickler: Die Hunnen. München 2007, S. 21 ff.
4. ↑  H.W. Bailey: Etymology of Xiongnu names by the late H.W. Bailey. 1985 (archive.org [abgerufen am 6. September 2018]).
5. ↑  Étienne de La Vaissière: The Steppe World and the Rise of the Huns. In: Michael Maas (Hrsg.): The Cambridge Companion to the Age of Attila. Cambridge 2014, S. 175 ff.
6. ↑  Hyun Jin Kim: The Huns. New York 2016, S. 6ff.
7. ↑  Vgl. Michael Schmauder: Die Hunnen. Ein Reitervolk in Europa. Darmstadt 2009, S. 52.
8. ↑  Walter Bruno Henning: The Date of the Sogdian Ancient Letters. In: Bulletin of the School of Oriental and African Studies, University of London 12, 1948, S. 601–615.
9. ↑  Vgl. Timo Stickler: Die Hunnen. München 2007, S. 24 ff.
10. ↑  Wolfgang-Ekkehard Scharlipp: Die frühen Türken in Zentralasien. Darmstadt 1998, S. 6.
11. 1 2  Ursula Brosseder: Zur Archäologie der Xiongnu. In: Attila und die Hunnen; hrsg. vom Historischen Museum der Pfalz Speyer. Stuttgart 2007, S. 63; Timo Stickler: Die Hunnen. München 2007, S. 21 f.
12. ↑  Carter V. Findley: Dünya Tarihinde Türkler, S. 31: „… der überwiegend türkische Stammesbund der Xiongnu …“.
Weiers: Türken, Protomongolen und Prototibeter im Osten. Online-Publikation, www.zentralasienforschung.de: „Über die sprachlichen und ethnischen Beziehungen dieses Volkes ist nichts Sicheres bekannt, doch deuten verschiedene Anzeichen darauf hin, dass sie in mancher Hinsicht mit den Türken verwandt waren.“
 David Bivar: Die Nomadenreiche und die Ausbreitung des Buddhismus. In: Fischer Weltgeschichte, Zentralasien, Band 16, hrsg. von Gavin Hambly. Frankfurt am Main 1966, S. 49
13. ↑  Hyun Jin Kim: The Huns, Rome and the Birth of Europe. Cambridge 2013, S. 176.
14. ↑  Vgl. Ursula Brosseder: Zur Archäologie der Xiongnu. In: Attila und die Hunnen; hrsg. vom Historischen Museum der Pfalz Speyer. Stuttgart 2007, S. 63
15. ↑  Bodo Anke, László Révész, Tivadar Vida: Reitervölker im Frühmittelalter. Hunnen – Awaren – Ungarn. Stuttgart 2008, S. 15
16. ↑  Alexander Vovin: Did the Xiongnu speak a Yeniseian language? In: Central Asiatic Journal 44, 2009, S. 87–104.
17. ↑  Hyun Jin Kim: The Xiongnu. In: Oxford Research Encyclopedia of Asian History Online - Zitat: The Xiongnu were also likely to have been polyglot. The Xiongnu Empire encompassed virtually every ethnic and linguistic group in Inner Asia. These included the Mongolic-speaking Donghu people to the east and the Indo-European-speaking Yuezhi people to the west. There was also a large population of Turkic and Iranian language speakers within the Xiongnu Empire. [...] Other scholars have argued in favor of a Turkic, Mongolic, or even Iranian ruling elite.
18. ↑  Jingyi Gao: 確定夏國及凱特人的語言為屬於漢語族和葉尼塞語系共同詞源 [Xia and Ket Identified by Sinitic and Yeniseian Shared Etymologies]. In: Central Asiatic Journal 60, 2017, S. 51–58. doi:10.13173/centasiaj.60.1-2.0051.
19. ↑  Choongwon Jeong u. a.: A Dynamic 6,000-Year Genetic History of Eurasia’s Eastern Steppe. In: Cell. Band 183, Nr. 4, November 2020, ISSN 0092-8674, S. 890–904.e29, doi:10.1016/j.cell.2020.10.015, PMID 33157037, PMC 7664836 (freier Volltext).
20. ↑  Alexander Savelyev, Choongwon Jeong: Early nomads of the Eastern Steppe and their tentative connections in the West. In: Evolutionary Human Sciences. Band 2, Januar 2020, ISSN 2513-843X, S. e20, doi:10.1017/ehs.2020.18, PMID 35663512 (cambridge.org [abgerufen am 28. April 2024]): „Arguably, these Iranian-speaking groups were assimilated over time by the predominant Turkic-speaking part of the Xiongnu population.“
21. 1 2  Choongwon Jeong u. a.: A Dynamic 6,000-Year Genetic History of Eurasia’s Eastern Steppe. In: Cell. Band 183, Nr. 4, November 2020, ISSN 0092-8674, S. 890–904.e29, doi:10.1016/j.cell.2020.10.015, PMID 33157037, PMC 7664836 (freier Volltext).
22. ↑  Juhyeon Lee, Bryan K. Miller, Jamsranjav Bayarsaikhan, Erik Johannesson, Alicia Ventresca Miller, Christina Warinner, Choongwon Jeong: Genetic population structure of the Xiongnu Empire at imperial and local scales. In: Science Advances. Band 9, Nr. 15, 14. April 2023, ISSN 2375-2548, doi:10.1126/sciadv.adf3904, PMID 37058560 (science.org [abgerufen am 28. April 2024]).
23. 1 2  Wolfgang-Ekkehard Scharlipp: Die frühen Türken in Zentralasien. Darmstadt 1998, S. 9.
24. ↑  Archaemongolia: Gol Mod – Französisch-Mongolische Expedition, abgerufen am 3. November 2012
25. ↑  Wolfgang-Ekkehard Scharlipp: Die frühen Türken in Zentralasien. Darmstadt 1998, S. 6.
26. ↑  J. J. M. de Groot: Chinesische Urkunden zur Geschichte Asiens. Berlin/Leipzig 1921, S. 76 f.
27. ↑  Carter Findley: Dünya Tarihinde Türkler, S. 40. Di Cosmo: Ancient China and its Enemies, S. 178–186
28. ↑  Carter Findley Dünya Tarihinde Türkler, S. 41; türk. Übersetzung von The Turks in World History, S. 29
29. ↑  Carter Findley Dünya Tarihinde Türkler, S. 41 f.; türk. Übersetzung von The Turks in World History, S. 29 f. unter Verweis auf die englische Übersetzung von Sima Qians Werk Records of the Grand Historian of China
30. ↑  Carter Findley Dünya Tarihinde Türkler, S. 42 f.; türk. Übersetzung von The Turks in World History, S. 31
31. 1 2 3  Wolfgang-Ekkehard Scharlipp: Die frühen Türken in Zentralasien. Darmstadt 1998, S. 10.
32. ↑  Wolfgang-Ekkehard Scharlipp: Die frühen Türken in Zentralasien, S. 11
33. ↑  Daniel C. Waugh: Xiongnu Archaeology Enters a New Century. University of Washington (Seattle), 2007, abgerufen am 12. Januar 2014 (englisch).; Sergei Aleksandrovich Teploukhov. The Free Dictionary, abgerufen am 12. Januar 2014 (englisch).
34. ↑  Vgl. Thomas Barfield: Perilous Frontier: Nomadic Empires and China. Cambridge (MA)/Oxford 1989, S. 45ff.